# John Hocking

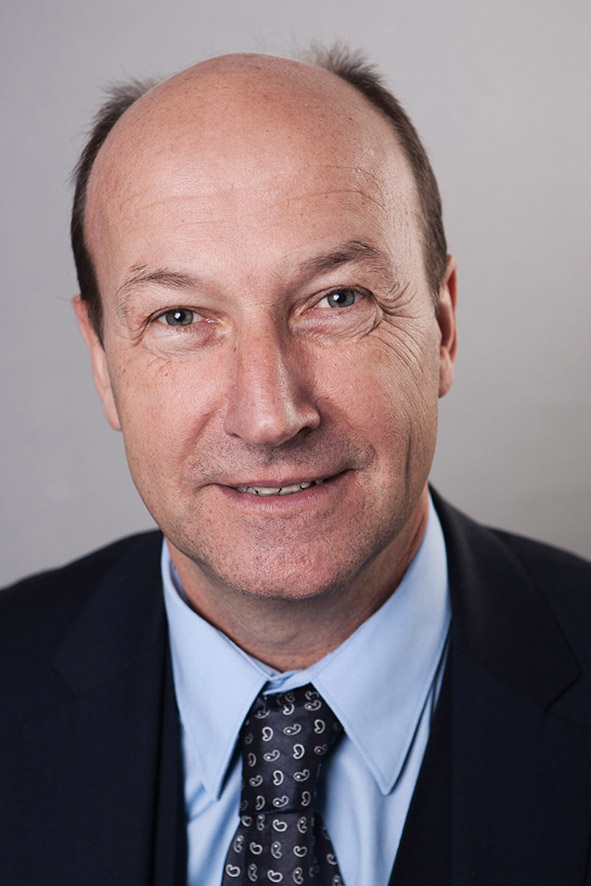
John Hocking, 2017

John Hocking (* 6. August 1957 in Australien) ist Beigeordneter Generalsekretär der Vereinten Nationen, Rechtspfleger des Internationalen Strafgerichtshofes für das ehemalige Jugoslawien (ICTY) und war von Anfang 2012 bis Ende 2016 Registrar (Rechtspfleger und Verwaltungschef) des Internationalen Residualmechanismus für die Ad-hoc-Strafgerichtshöfe (UNMICT).

## Biographie
Der Generalsekretär der Vereinten Nationen Ban Ki-Moon ernannte John Hocking für zwei Amtszeiten, zuerst am 15. Mai 2009 und erneut am 15. Mai 2013 und zum Leiter des Sekretariats des Internationalen Strafgerichtshofs für das ehemalige Jugoslawien (ICTY), einem neutralen Organ, welches rechtliche, diplomatische und administrative Unterstützung von Richtern, Staatsanwaltschaft und Verteidigung bietet. Ban ernannte Hocking am 18. Januar 2012 auch zum Amtsvorstand des Internationalen Residualmechanismus für die Ad-hoc-Strafgerichtshöfe und betraute ihn mit dessen Arbeitsbeginn.
Hocking trat dem ICTY 1997 als Rechtsreferent beim ersten Verfahren des ICTY mit mehreren Angeklagten, im Celebici-Fall,  bei. Anschließend fungierte er als Senior Legal Officer für die Berufungskammern des ICTY und dem Internationalen Strafgerichtshof für Ruanda. Von 2004 bis 2009 war er der stellvertretende Rechtspfleger des ICTY.
Vor seinem Engagement bei den Vereinten Nationen hatte Hocking rechtliche und politische Beraterfunktionen inne, international sowie national, auch mit der Organisation für wirtschaftliche Zusammenarbeit und Entwicklung (OECD) in Paris, dem staatlichen Australischen Fernsehen und Rundfunk, in der Special Broadcasting Service, dem British Film Institute in London und in der australischen Filmkommission.
Zu Beginn seiner Karriere arbeitete Hocking als Rechtspartner für Richter Michael Kirby, dem ehemaligen Präsidenten des Berufungsgerichts und Richter am High Court of Australia sowie für den Menschenrechtsanwalt Geoffrey Robertson Q.C. in London.
Hocking wurde zum Rechtsanwalt am Lincoln’s Inn, London, berufen und ist als Anwalt  beim Supreme Court of Victoria und Supreme Court of New South Wales in Australien zugelassen.
Er hat einen Master of Laws mit Auszeichnung der (London School of Economics and Political Science), einen Bachelor of Law der Universität Sydney und einen Bachelor of Science der Universität Monash in Melbourne. Er besuchte Ausbildungen für Führungskräfte an der Harvard Kennedy School.